# 粟島浦村
粟島浦村（日语：／ Awashimaura mura */?）是位於日本新潟縣北部的村，隸屬於岩船郡，也是粟島上唯一的行政區。當地人口集中在島嶼東西側的內浦和釜谷兩處聚落。粟島浦村的核心產業發展、就醫與日常生活用品的需求相當依賴往返當地與村上市岩船港的定期渡輪航班。而當地也是自2019年5月開始連載的日本漫畫《隨興旅 -That's Journey-》的故事舞台之一。

## 地理

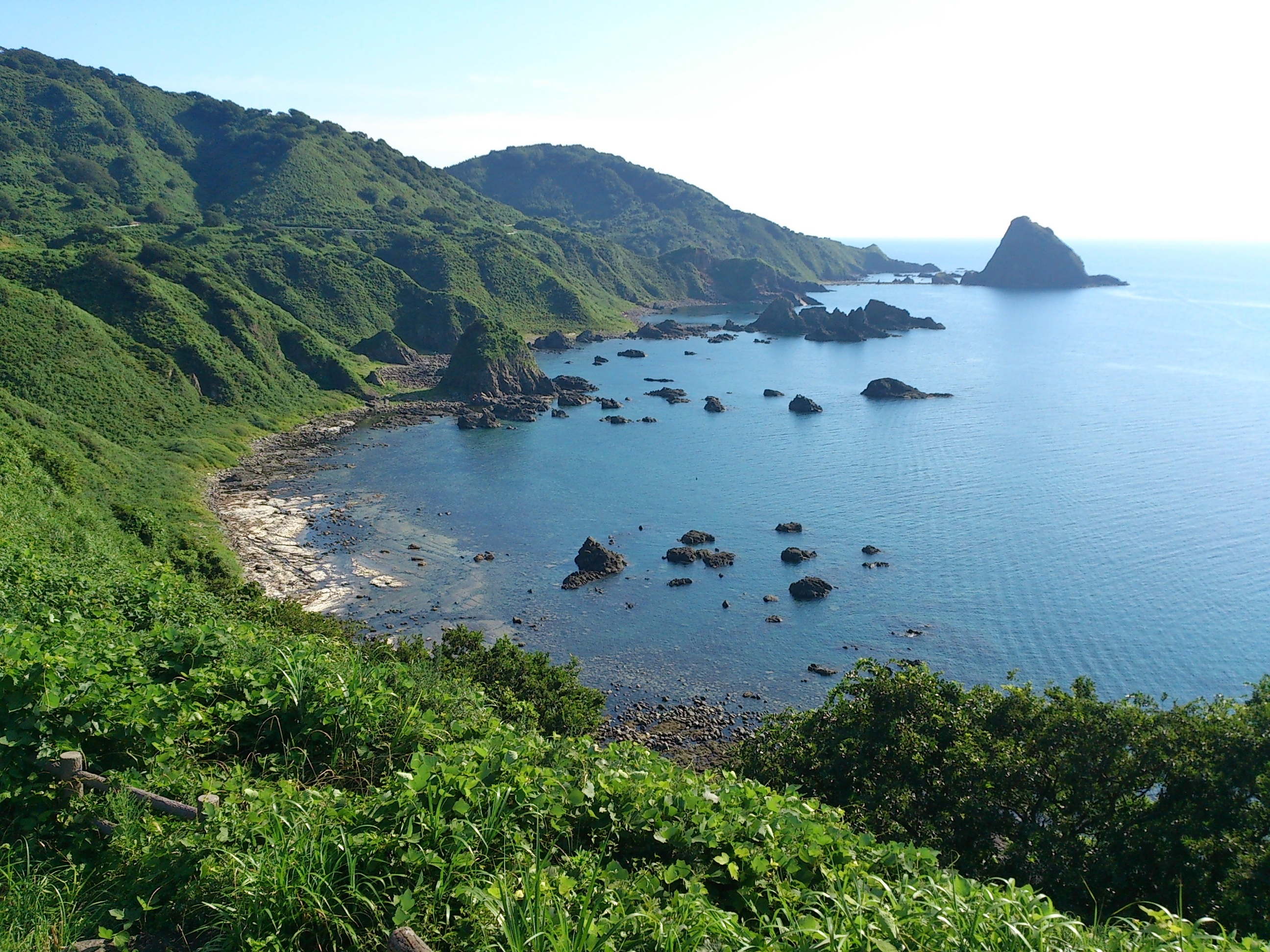
粟島與日本海

粟浦島村位於日本海的島嶼粟島上。村內大部分的面積皆被林野覆蓋，而全村皆位於瀨波笹川流粟島縣立自然公園的範圍內；當地最高點的海拔則為256.5公尺。東北部的部分地區為農業用地，東部則多為被海水侵蝕所形成的海岸階地。

### 氣候
粟浦島村春季和秋季的氣候溫暖且多為晴天；梅雨季節的總降雨量較少，但有時會出現雨量較集中的大雨。由於內浦地區面向東邊的本州，因此冬季來自亞洲的強烈季風多被島嶼中央的山岳所阻擋，使當地的風勢較小；而面向日本海的釜谷則會受到強勁的季風吹拂。根據統計，2019年至2023年，當地的年均溫為14.2℃，年均較雨量則約1600毫米。而冬季的瞬間最大風速可達每秒32公尺。

## 歷史

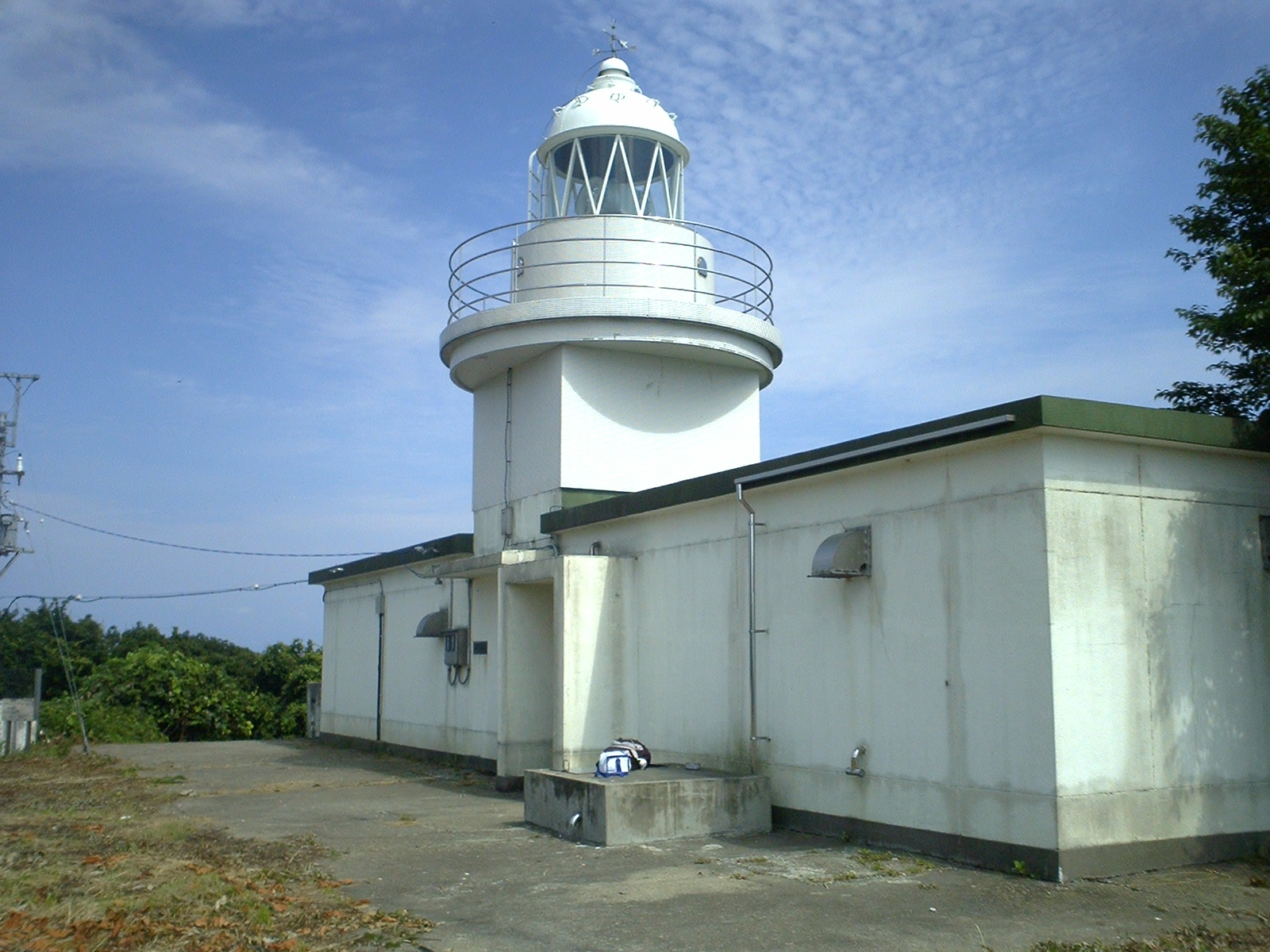
粟島燈塔

粟島浦村大約在繩紋時代的中期至後期便有人類居住，目前村內共發現五處埋藏著繩文土器、石器與石鏃等文物的遺跡。關於粟島在史料中的最早紀錄可追溯至大同3年（808年）所編纂的醫書『大同類聚方』，當時該書將粟島記載為「粟生」；明治時代的舊高舊領取調帳則將其稱為「粟島浦」。而依據鎌倉幕府的第四代征夷大將軍（攝家將軍）藤原賴經在嘉祿三年（1227年）發出的下文顯示，越後國的「小泉庄加納內色部・粟嶋」被安堵給色部公長，並任命他擔任當地的地頭。當地在中世紀時由色部氏所支配，至江戶時代則成為西迴海運航路上行駛的船隻避風港口。明治22年（1889年），日本實施町村制，並將島上的內浦和釜谷兩個村落合併現今的粟島浦村。而當地在平成大合併期間選擇維持獨立。

## 行政
現任村長脇川善行於2022年9月在選舉中當選，其任期將持續至2026年9月。此次選舉為當地時隔16年來再度以投票的方式選出村長，其投票率則較2006年低約7個百分點。

## 人口
粟浦島村的總人口數在1985年達到最高峰885人，隨後便開始下滑。雖然當地的人口數自2014年起出現小幅度的增加，但2018年後再次變回減少的趨勢，並預估2040年的村民數將僅剩約200人。據2023年1月的統計，當地的高齡人口占比高達41.1%，較1970年上升約17%；村內的幼年人口因當地實施的離島留學計畫而有所增加。此外粟浦島村也是截至2025年3月為止新潟縣內人口數最少的市町村級行政區。
| 粟島浦村人口分布圖 |                                                 |  |
| 粟島浦村與日本全國年齡別人口分布比較圖 （2005年資料） | 粟島浦村的年齡、男女別人口分布圖 （2005年資料） |  |
| ■紫色是粟島浦村 ■綠色是全国 | ■藍色是男性 ■紅色是女性                         |  |
| 粟島浦村人口變化 \| 1970年 \| 680人 \| \| \| 1975年 \| 674人 \| \| \| 1980年 \| 595人 \| \| \| 1985年 \| 526人 \| \| \| 1990年 \| 479人 \| \| \| 1995年 \| 474人 \| \| \| 2000年 \| 449人 \| \| \| 2005年 \| 438人 \| \| \| 2010年 \| 366人 \| \| \| 2015年 \| 370人 \| \| \| 2020年 \| 353人 \| \| |                                                 |  |
| 資料來源：日本總務省統計中心提供之人口普查數據 |                                                 |  |
| 1970年 | 680人                                           |  |
| 1975年 | 674人                                           |  |
| 1980年 | 595人                                           |  |
| 1985年 | 526人                                           |  |
| 1990年 | 479人                                           |  |
| 1995年 | 474人                                           |  |
| 2000年 | 449人                                           |  |
| 2005年 | 438人                                           |  |
| 2010年 | 366人                                           |  |
| 2015年 | 370人                                           |  |
| 2020年 | 353人                                           |  |

## 經濟

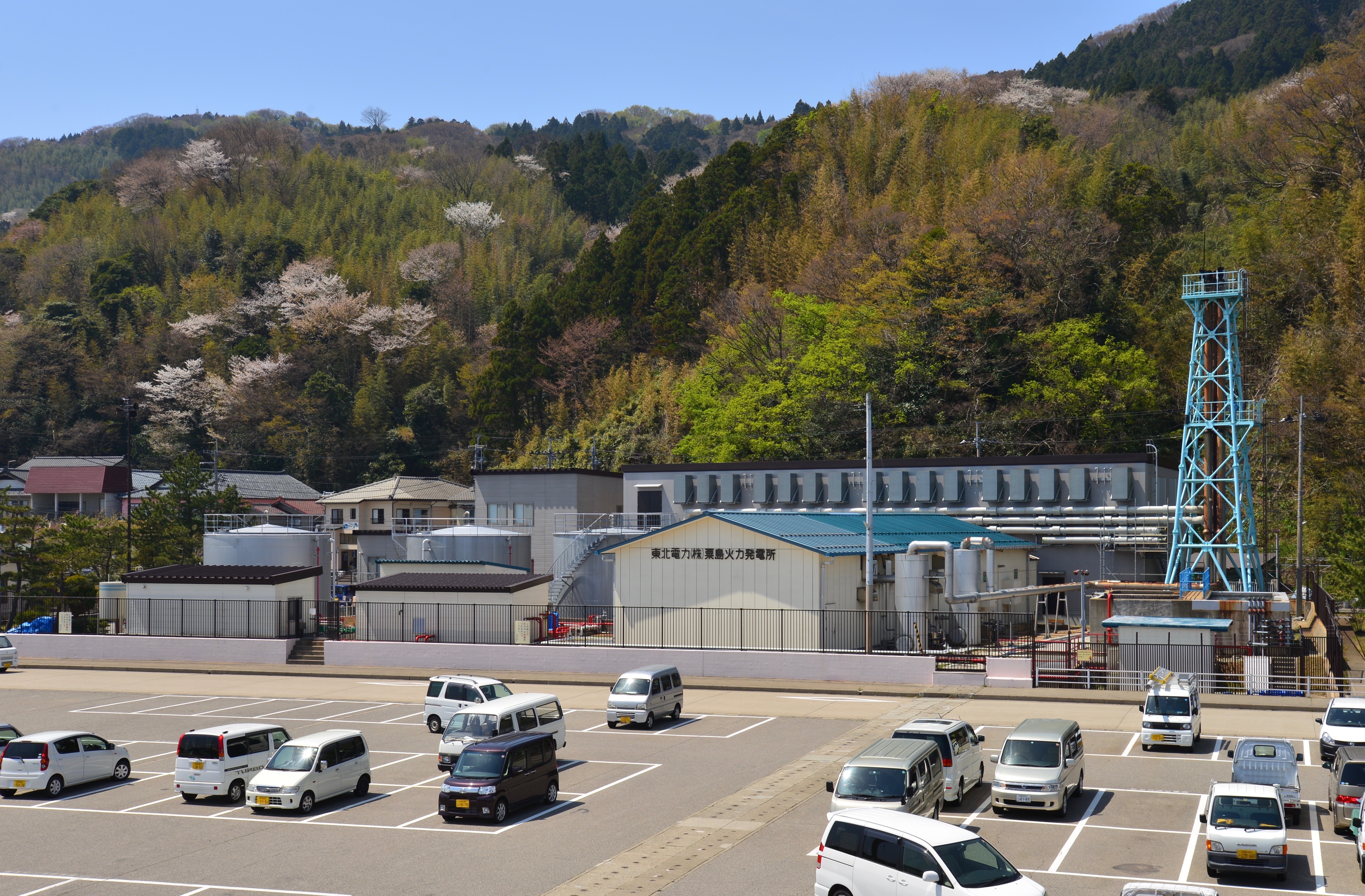
粟島火力發電廠

根據日本2020年的國勢調查統計，粟島浦村共有263名就業人口，其中82人從事第一級產業，9人從事第二級產業，其餘的172人皆從事第三級產業。據2015年的統計，當地20歲至30歲的村民從事公務員和公司職員的比例有升高的趨勢，40歲至50歲的村民則多從事旅館和民宿經營。
粟浦島村的核心產業為觀光導向的住宿業、漁業和海運業。而當地的核心產業發展、就醫與日常生活用品的需求相當依賴往返當地與村上市岩船港的定期渡輪航班。漁業方面，粟島浦村的漁獲量在2019年至2023年間維持在300至400噸，2024年減少至252噸；而漁獲總值則保持在約1億日圓以上。當地的漁獲包括鯛魚、鮑魚和榮螺等海產，而村內也生產馬鈴薯、洋蔥、竹筍和毛豆等農產品。同時粟島浦村的周圍海域被日本政府選定為海洋再生能源的實驗區域，並且規劃在當地推動再生能源產業的發展，預計為當地增加就業機會和促進地方振興。 
根據統計，2010年至2019年，當地每年約有1.82萬至2.11萬名遊客到訪。2021年及2022年，當地的遊客數受到嚴重特殊傳染性肺炎疫情的影響分別下滑至7011人和7448人；2023年則回升至1.09萬人。

## 教育
粟島浦村內共有1所小學校和1所中學校，分別為粟島浦小学學校和粟島浦中學校。根據2025年4月的統計，村內共有11名小學生和17名中學生。而當地近年來透過離島留學計畫接收前來村內就學或是轉校的孩童與學生。

## 交通

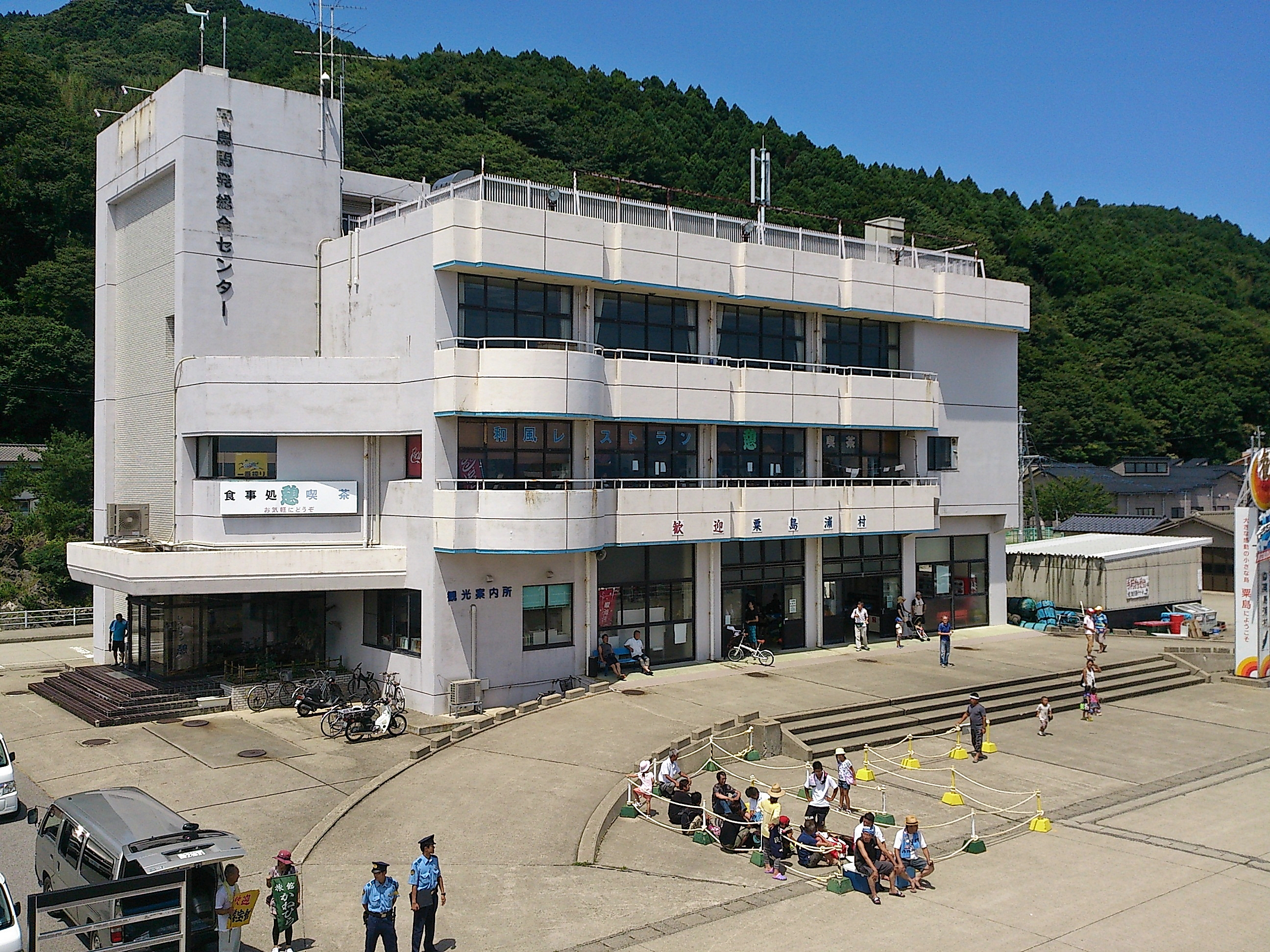
位於村內的粟島汽船（日语：粟島汽船 (新潟県)）總部
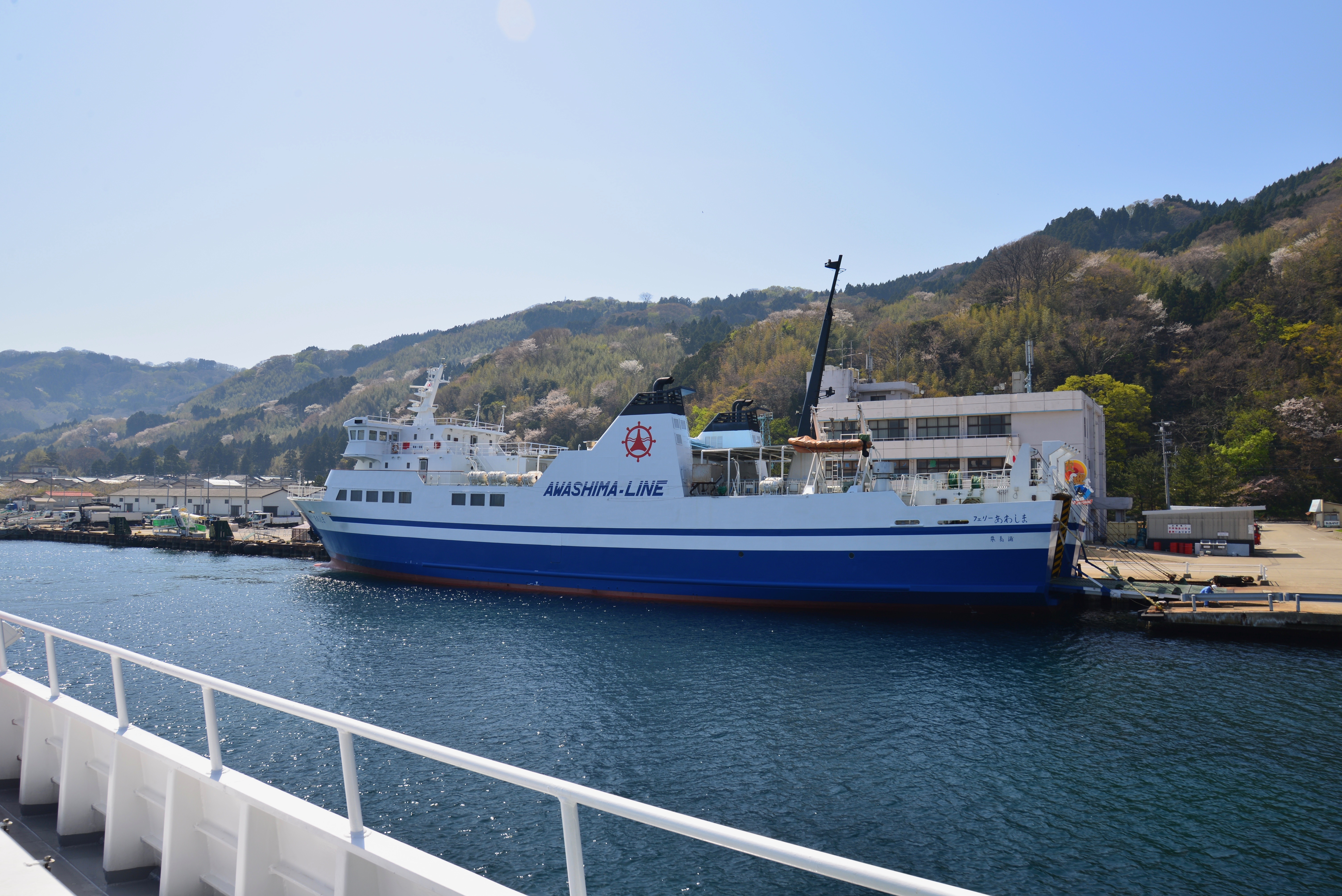
在內浦港停泊的渡輪

由於粟島浦村位於海島上，因此當地與本州島之間的交通往來相當依賴渡輪。位於村內的內浦港和坐落在村上市內的岩船港之間設有定期航行的渡輪，並由粟島汽船負責該航路的營運。該航路每天往返的渡輪班次數為1班到3班，航行時間則落在約55分鐘至90分鐘。而粟島汽船近年來受到嚴重特殊傳染性肺炎疫情的影響面臨長期性的財政赤字。此外島上居民使用的交通工具多為自駕汽車，來訪的旅客則多採用徒步行走或是定期營運的社區巴士等交通方式在村內移動。

## 外部連結
- 粟島浦村 （页面存档备份，存于）